# Попович, Александр (футболист, 1999)
Александр Попович (серб. Александар Поповић; род. 27 сентября 1999, Белград) — сербский футболист, вратарь клуба «ДАК 1904» и сборной Сербии.

## Клубная карьера
Попович — воспитанник клубов «Слобода» и «Партизан». В 2017 году для получения игровой практики Александр на правах аренды перешёл в «Телеоптик». 3 ноября в матче против «Темнич 1924» он дебютировал в Первой лиге Сербии. В 2018 году аренды была продлена. В 2019 году Попович вернулся в «Партизан». 19 июня 2020 года в матче против «Войводины» он дебютировал в сербской Суперлиге.

## Международная карьера
В 2016 году Попович в составе юношеской сборной Сербии принял участие в юношеском чемпионате Европы в Азербайджане. На турнире он сыграл в матчах против команд Италии, Испании и Нидерландов.
29 января 2021 года в товарищеском матче против сборной Панамы Попович дебютировал за сборную Сербии.

## Достижения
«Партизан»
- Обладатель Кубка Сербии (2): 2017/18, 2018/19